# Jõesse
Koordinaten: 58° 53′ N, 23° 46′ O
Jõesse (deutsch Jesse) ist ein Dorf (estnisch küla) in der Landgemeinde Lääne-Nigula (bis 2017: Landgemeinde Martna) im Kreis Lääne in Estland.

## Einwohnerschaft und Lage
Der Ort hat zwölf Einwohner (Stand 31. Dezember 2011). Er liegt 15 Kilometer südöstlich der Landkreishauptstadt Haapsalu.
Der Hof von Jõesse wurde erstmals 1498 unter dem Namen Jeß urkundlich erwähnt.